# Roland (kráter)

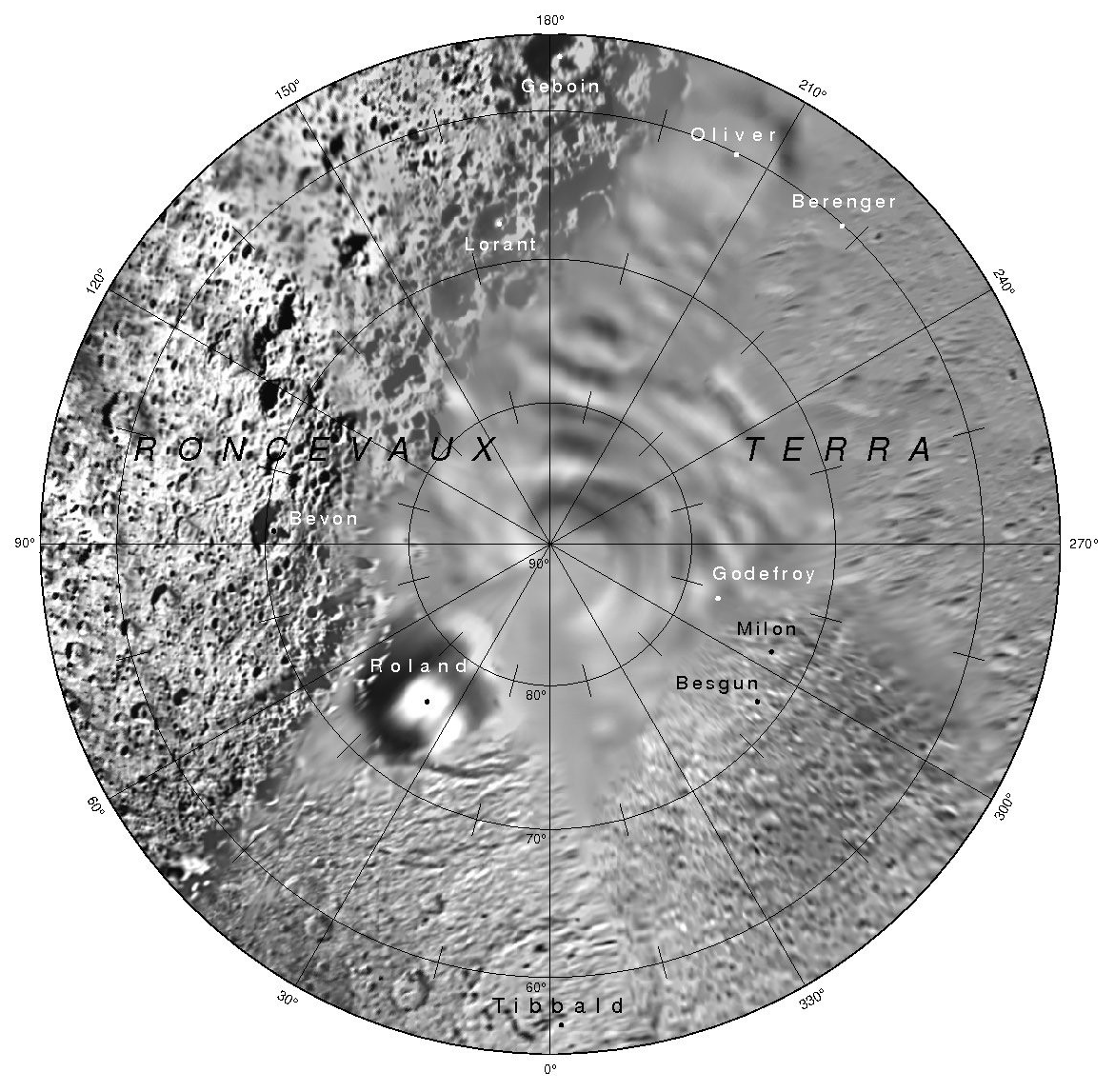
Azimutální kartografické zobrazení severního pólu Iapeta s několika pojmenovanými krátery včetně Rolanda

Roland je impaktní kráter na Saturnově měsíci Iapetus ležící v severní oblasti Roncevaux Terra poblíž severního pólu. Nomenklatura kráterů na Iapetu čerpá z francouzských chansons de geste, tento je tak pojmenován podle rytíře Rolanda, hlavního hrdiny a protagonisty z Písně o Rolandovi. Název byl schválen Mezinárodní astronomickou unií v roce 1982.
Má průměr 144 km. Jeho střední souřadnice na měsíci jsou 73°19′ S a 25°12′ Z. Má charakteristický středový vrcholek. 
První fotografické snímky Rolanda pořídila americká kosmická sonda Voyager 2 dne 22. srpna 1981.